# Max Deauville
Max Deauville, schrijversnaam voor Maurice Duwez, (Elsene, 31 augustus 1881 – Elsene, 1 februari 1966) was een Belgische schrijver.

## Levensloop
Hij was een Franstalige dokter uit het Brusselse die al voor de Eerste Wereldoorlog literair werk publiceerde.
Toen in 1902 de echtgenote van Charles-Victor de Spoelberch overleed, nam deze Deauville als zijn secretaris. Die zijn vader, Victor Duwez, was zijn huisarts geweest.
Tijdens de inval van Duitsland in 1914 nam Max als bataljonarts deel aan de terugtrekking van het Belgische leger. Tot november 1915 bevond hij zich in de eerste linie van de sectoren Diksmuide, Lo en Lizerne. Zijn relaas over die periode verscheen in 1917 bij een Parijse uitgever als Jusqu'à l'Yser, in het Nederlands vertaald als Tot aan de IJzer in 2011. Eerder verscheen van hem in het Nederlands De modder van de Westhoek.